# Mirinidae
Mirina là một họ nhỏ bướm đêm có một chi, Mirina và có 3 loài được mô tả.